# Alonso Coello Camarero
Alonso Coello Camarero (Madrid, 12 de octubre de 1999), más conocido futbolísticamente como Alonso Coello, es un futbolista español que juega como centrocampista en el Toronto Football Club de la Major League Soccer.

## Trayectoria
Nacido en Madrid, Alonso se formó en la cantera del Madrid Sur de Vallecas donde jugó hasta los 6 años, cuando ingresó en las categorías inferiores del Atlético Madrid en el estuvo durante 5 temporadas y Rayo Vallecano, donde jugó hasta categoría juvenil. Con el conjunto de Vallecas ganó la Copa Nacional Juvenil.
En 2018, se marchó a Estados Unidos para ingresar en la Florida Atlantic University, donde estudió Economía y jugó en el equipo de fútbol masculino de los Florida Atlantic Owls, incorporándose a través de la iniciativa La Liga ProPlayer, un programa que permite a jugadores de equipos de academia en España, entre las edades de 16 y 22 años, para ir a los Estados Unidos a jugar fútbol universitario, donde pueden obtener un título universitario al mismo tiempo. Durante su temporada de primer año, lideró al equipo con cuatro asistencias y fue incluido en el tercer equipo de la C-USA All-Conference y en el equipo C-USA All-Freshman. Como estudiante de segundo año, se convirtió en el primer jugador de la FAU en ganar los honores del primer equipo de C-USA. En su tercer año, fue incluido en el segundo equipo All-C-USA. En su último año en 2021, fue incluido en el segundo equipo All-C-USA, el equipo del torneo All-C-USA y el tercer equipo de United Soccer Coaches All-Southeast Region, cuando FAU llegó a la final de C-USA. por primera vez en la historia del programa. Alonso sería capitán de los Florida Atlantic Owls desde 2019 a 2021.
En 2019, firmó en calidad de cedido con los Dalton Red Wolves en la USL League Two.
En 2020, firmó en calidad de cedido con los Portland Timbers sub-23 de la USL League Two, sin embargo, la temporada se canceló debido a la pandemia de COVID-19, regresando a los Florida Atlantic Owls.
En 2022, firmó un contrato profesional con Toronto FC II de la MLS Next Pro.
El 24 de marzo de 2023, se unió al primer equipo de Toronto Football Club de la Major League Soccer de manera temporal. Hizo su debut en la Major League Soccer el 25 de marzo de 2023, comenzando el partido contra San José, jugando los 90 minutos completos. En la temporada 2023 jugó 23 partidos de la MLS, 2 de la Leagues Cup y 1 de la Canadian Championship.

## Clubes
| Club                             | País           | Año             |
| -------------------------------- | -------------- | --------------- |
| Florida Atlantic Owls            | Estados Unidos | 2018-2022       |
| Dalton Red Wolves SC (cedido)    | Estados Unidos | 2019-2020       |
| Portland Timbers sub-23 (cedido) | Estados Unidos | 2020            |
| Toronto FC II                    | Canadá         | 2022-actualidad |
| Toronto F. C.                    | Canadá         | 2023-actualidad |